# Braian Samudio
Braian José Samudio Segovia (Ciudad del Este, 23 dicembre 1995) è un calciatore paraguaiano, attaccante del Çorum.

## Carriera

### Inizi in Brasile
Nato a Ciudad del Este, in Paraguay inizia a giocare a calcio nella squadra brasiliana União Barbarense. Il primo gennaio 2016 si trasferisce al Boa Esporte. Nel 2017 si trasferisce al Guarani. Esordisce con il Guarani il 7 giugno 2017 nella vittoria interna contro la sua ex squadra il Boa Esporte, invece segna il suo primo gol con i Bruge tre giorni dopo l'esordio, siglando il gol vittoria al 53' contro il Paraná. Si inserisce immediatamente nel club diventando titolare e beniamino dei tifosi.

### Çaykur Rizespor
Il 21 luglio 2017 si trasferisce in prestito al Çaykur Rizespor. Esordisce con il Çaykur Rizespor l'12 agosto 2017 nella vittoria interna per 4-1 contro il Manisaspor. Segna il suo primo di 20 gol col Rizespor il 19 agosto 2017 nella vittoria per 3-1 contro l'Adana Demirspor.
Il primo luglio 2018 il Çaykur Rizespor riscatta il cartellino di Samudio pagando la cifra di 1 milione di euro.

## Statistiche

### Cronologia presenze e reti in nazionale
| Cronologia completa delle presenze e delle reti in nazionale ― Paraguay | Cronologia completa delle presenze e delle reti in nazionale ― Paraguay | Cronologia completa delle presenze e delle reti in nazionale ― Paraguay | Cronologia completa delle presenze e delle reti in nazionale ― Paraguay | Cronologia completa delle presenze e delle reti in nazionale ― Paraguay | Cronologia completa delle presenze e delle reti in nazionale ― Paraguay | Cronologia completa delle presenze e delle reti in nazionale ― Paraguay | Cronologia completa delle presenze e delle reti in nazionale ― Paraguay |
| Data                                                                    | Città                                                                   | In casa                                                                 | Risultato                                                               | Ospiti                                                                  | Competizione                                                            | Reti                                                                    | Note                                                                    |
| ----------------------------------------------------------------------- | ----------------------------------------------------------------------- | ----------------------------------------------------------------------- | ----------------------------------------------------------------------- | ----------------------------------------------------------------------- | ----------------------------------------------------------------------- | ----------------------------------------------------------------------- | ----------------------------------------------------------------------- |
| 5-9-2019                                                                | Kashima                                                                 | Giappone                                                                | 2 – 0                                                                   | Paraguay                                                                | Amichevole                                                              | -                                                                       |                                                                         |
| 13-10-2019                                                              | Bratislava                                                              | Slovacchia                                                              | 1 – 1                                                                   | Paraguay                                                                | Amichevole                                                              | -                                                                       | 63’                                                                     |
| 14-11-2019                                                              | Sofia                                                                   | Bulgaria                                                                | 0 – 1                                                                   | Paraguay                                                                | Amichevole                                                              | -                                                                       | 72’                                                                     |
| 19-11-2019                                                              | Riad                                                                    | Arabia Saudita                                                          | 0 – 0                                                                   | Paraguay                                                                | Amichevole                                                              | -                                                                       | 90’                                                                     |
| 8-6-2021                                                                | Asunción                                                                | Paraguay                                                                | 0 – 2                                                                   | Brasile                                                                 | Qual. Mondiali 2022                                                     | -                                                                       | 80’                                                                     |
| 22-6-2021                                                               | Brasilia                                                                | Argentina                                                               | 1 – 0                                                                   | Paraguay                                                                | Coppa America 2021 - 1º turno                                           | -                                                                       | 88’                                                                     |
| 24-6-2021                                                               | Brasilia                                                                | Cile                                                                    | 0 – 2                                                                   | Paraguay                                                                | Coppa America 2021 - 1º turno                                           | 1                                                                       | 62’                                                                     |
| 28-6-2021                                                               | Rio de Janeiro                                                          | Uruguay                                                                 | 1 – 0                                                                   | Paraguay                                                                | Coppa America 2021 - 1º turno                                           | -                                                                       | 73’                                                                     |
| 2-7-2021                                                                | Goiânia                                                                 | Perù                                                                    | 3 – 3 dts (4 – 3 dtr)                                                   | Paraguay                                                                | Coppa America 2021 - Quarti di finale                                   | -                                                                       | 68’                                                                     |
| 2-9-2021                                                                | Quito                                                                   | Ecuador                                                                 | 2 – 0                                                                   | Paraguay                                                                | Qual. Mondiali 2022                                                     | -                                                                       | 46’                                                                     |
| 5-9-2021                                                                | Asunción                                                                | Paraguay                                                                | 1 – 1                                                                   | Colombia                                                                | Qual. Mondiali 2022                                                     | -                                                                       | 80’                                                                     |
| 13-10-2021                                                              | La Paz                                                                  | Bolivia                                                                 | 4 – 0                                                                   | Paraguay                                                                | Qual. Mondiali 2022                                                     | -                                                                       | 69’                                                                     |
| 11-11-2021                                                              | Asunción                                                                | Paraguay                                                                | 0 – 1                                                                   | Cile                                                                    | Qual. Mondiali 2022                                                     | -                                                                       | 73’                                                                     |
| 16-11-2021                                                              | Barranquilla                                                            | Colombia                                                                | 0 – 0                                                                   | Paraguay                                                                | Qual. Mondiali 2022                                                     | -                                                                       |                                                                         |
| 1-2-2022                                                                | Belo Horizonte                                                          | Brasile                                                                 | 4 – 0                                                                   | Paraguay                                                                | Qual. Mondiali 2022                                                     | -                                                                       |                                                                         |
| Totale                                                                  |                                                                         | Presenze                                                                | 15                                                                      |                                                                         | Reti                                                                    | 1                                                                       |                                                                         |